# Liste lateinischer Phrasen/G

## Gallina/Gallinae
Gallina scripsit.
„Ein Huhn hat das geschrieben.“ – Bezeichnung für unleserliche Buchstaben in der Komödie Pseudolus (28) des Dichters Plautus.
Gallinae filius albae
„Sohn einer weißen Henne“: Glückspilz.
Juvenal, Saturae 13,141. Diese sonst nicht nachgewiesene Redensart geht einerseits auf den Glauben zurück, weiße Hennen würden seltener Eier legen (vgl. z. B. Columella de re rustica 8,2,7), andererseits auf die Auffassung der Farbe Weiß als Glücksfarbe.
Die ganze Stelle (v.140–142) lautet in Übersetzung:
„Glaubst du, mein Bester, du wärst etwas Besseres, weil du einer weißen Henne Sohn bist, wir nur gemeine aus Unglückseiern geschlüpfte Küken?“

## Gallo/Gallus
Gallo canente spes redit.
„Beim Hahnenschrei kehrt die Hoffnung zurück.“ – Ambrosius, Hymnus „Aeterne rerum conditor“ v. 21.
Gallus in suo sterquilinio plurimum potest.
„Der Hahn gilt auf seinem Misthaufen am meisten.“ – Seneca, Apocolocyntosis 7,3.
In dieser Satire auf den Kaiser Claudius heißt es hier im Zusammenhang, Claudius habe zwar in Rom Autorität gehabt, im Himmel sei er jedoch unbedeutend.

## Gallia

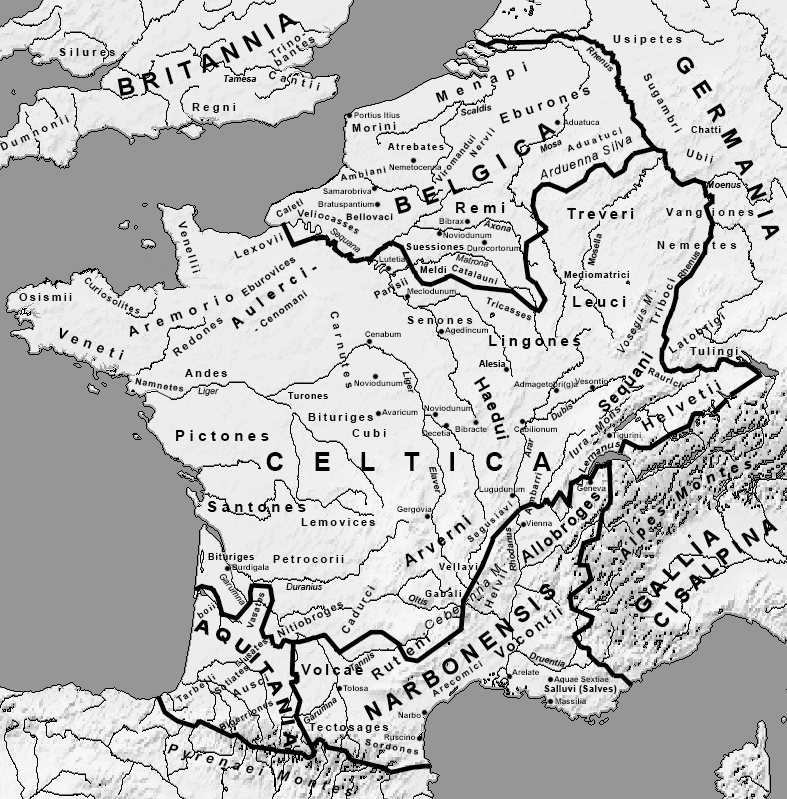
Gallien zur Zeit Caesars

Gallia est omnis divisa in partes tres.
„Gallien ist als Ganzes gegliedert in drei Teile.“: Anfangssatz aus dem Gallischen Krieg des Feldherrn Gaius Iulius Caesar, der vielen Lateinschülern geläufig ist. Das ganze Zitat lautet folgendermaßen: „Gallia est omnis divisa in partes tres, quarum unam incolunt Belgae, aliam Aquitani, tertiam qui ipsorum lingua Celtae, nostra Galli appellantur.“  („Gallien ist in seiner Gesamtheit gegliedert in drei Teile, einen bewohnen die Belger, den zweiten die Aquitaner, den dritten das in der Landessprache Kelten, bei uns Gallier genannte Volk.“)
Gallia Rebellis
„Rebellisches Gallien“: Titel eines Buchs von Ralf Urban mit dem Untertitel „Erhebungen in Gallien im Spiegel antiker Zeugnisse“.

## Gaudeamus
Gaudeamus igitur
„Freuen wir uns also“: Anfang des berühmtesten traditionellen Studentenlieds der Welt, dessen erste Strophe folgendermaßen lautet:
|: Gaudeamus igitur

iuvenes dum sumus:|

post iucundam iuventutem,

post molestam senectutem,

|: nos habebit humus!:|
Wir wollen also fröhlich sein,

solange wir noch junge Leute sind.

Nach fröhlicher Jugend,

nach beschwerlichem Alter

wird uns die Erde haben.

## Gaudium
Gaudium laboris acti
„Freude über getane Arbeit“

## Generalibus
Generalibus specialia derogant
„Spezielles Recht bricht allgemeines Recht.“: So viel wie Lex specialis derogat legi generali.

## Generatio
Generatio aequivoca
„mehrdeutige Zeugung“ – auch generatio spontanea genannt, bezeichnet die Urzeugung, d. h. die Entstehung von Leben aus nichtlebenden Stoffen.

## Genius
Genius loci
„Geist des Ortes“: Damit verbunden die Hoffnung, dass dieser inspirierend wirkt, wenn etwa jemand glaubt, am Geburtsort Goethes besser schreiben zu können.

## Gens
Gens una sumus.
„Wir sind eine Familie“: Wahlspruch des internationalen Schachverbands FIDE.

## Genus
Genus hominum compositum est ex corpore et anima.
„Die Gattung Mensch besteht aus Körper und Vernunftseele.“ – Sallust, Bellum Iugurthinum 2,1.
Genus irritabile vatum
„Das reizbare Geschlecht der Dichter“: Horaz, epistulae 2,2,102

## Gladiator
Gladiator in arena capit consilium.
„Der Gladiator fasst seinen Entschluss in der Arena.“
Der Satz geht zurück auf Seneca, Epistulae morales 22,1: „Ein altes Sprichwort lautet, (erst) in der Arena fasse der Gladiator seinen Plan.“

## Gladium/Gladius
Gladium dedisti, qui se occideret.
„Du hast ihm ein Schwert gegeben, damit er sich tötet.“ – Plautus, Trinummus 129.
Sinngemäß: Du hast ihn aufs Glatteis geführt. – Im Original ist dieser Satz eine empörte Frage: „Dedistine hoc facto ei gladium, qui se occideret?“ („Du hast ihm damit ein Schwert gegeben, dass er sich umbringt?“)
Gladius ultor noster
„Das Schwert, unser Rächer“ – Häufiger Waffenspruch mensurbeflissener Studentenverbindungen

## Gloria
Gloria crocodilus.
„Der Ruhm ist ein Krokodil.“ – Folgt man dem Ruhm, dann flieht er; flieht man ihn, dann folgt er einem.
Gloria (enim) Dei vivens homo, vita autem hominis visio Dei.
„Die Herrlichkeit Gottes ist der lebende Mensch, das Leben des Menschen aber, Gott zu sehen.“ – Irenäus von Lyon, Adversus haereses 4,20,7

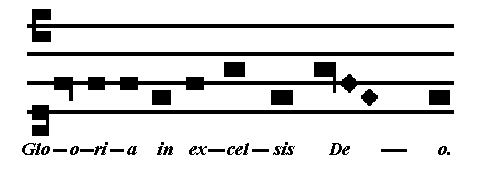
Gloria in excelsis Deo.
„Ehre sei Gott in der Höhe.“ – Anfangsworte des Gloria in der katholischen Liturgie; nach dem Lukas-Evangelium. Aus der Weihnachtsgeschichte im Neuen Testament:
„Gloria in excelsis Deo et in terra pax in hominibus bonae voluntatis.“
„Ehre (sei) Gott in den Höhen und auf Erden Friede den Menschen guten Willens!“
Gloria victoria
„Ruhm (und) Sieg“
Gloria virtutem tamquam umbra sequitur.
„Der Ruhm folgt der Tugend wie ein Schatten.“

## Gloriosus

Wappen der kanadischen Provinz Manitoba: Gloriosus et liber

Gloriosus Deus
„Ruhmreicher Gott“ – Messe von Michael Haydn
Gloriosus et liber
„Ruhmreich und frei“ – Motto der kanadischen Provinz Manitoba

## Gradatim
Gradatim ferociter
„Schritt für Schritt, fest entschlossen“ – Motto des privaten US-amerikanischen Raumfahrtunternehmens Blue Origin

## Gradus
Gradus ad Parnassum
„Stufen zum Parnassus“: Der Parnass galt im antiken Griechenland als Sitz der Musen. Die Gradus ad Parnassum bezeichnen also systematisch aufgebaute Lehrwerke für Künstler, vor allem Dichter und Musiker.

## Graeca
Graeca non leguntur.
„Griechisches wird nicht gelesen.“ – Etwas ist zu schwer, man muss es überblättern.
Der Satz bezieht sich auf die Gepflogenheit des vorhumanistischen Vorlesungsbetriebs. Weil die Lehrer für gewöhnlich kein Griechisch konnten, wurden griechische Passagen in den tradierten Textsammlungen sowohl beim Abschreiben wie auch beim Vortrag ausgelassen.

## Graecia
Graecia capta ferum victorem cepit et artes intulit agresti Latio.
„Das bezwungene Griechenland bezwang den wilden Sieger und brachte die Künste in das bäuerische Latium.“ – Horaz, Epistulae 2,1,156f.

## Gramine
gramine persecuto
„Wenn Gras darüber gewachsen ist“
Palladius schreibt in seinem landwirtschaftlichen Lehrbuch Opus agriculturae (Werk über den Ackerbau) 3,26,5, man solle die Schweine am besten dann zu den Weinstöcken treiben, wenn diese noch nicht im Saft stehen, oder erst nach der Lese, „wenn Gras nachgewachsen ist“.

## Grammatica/Grammatici

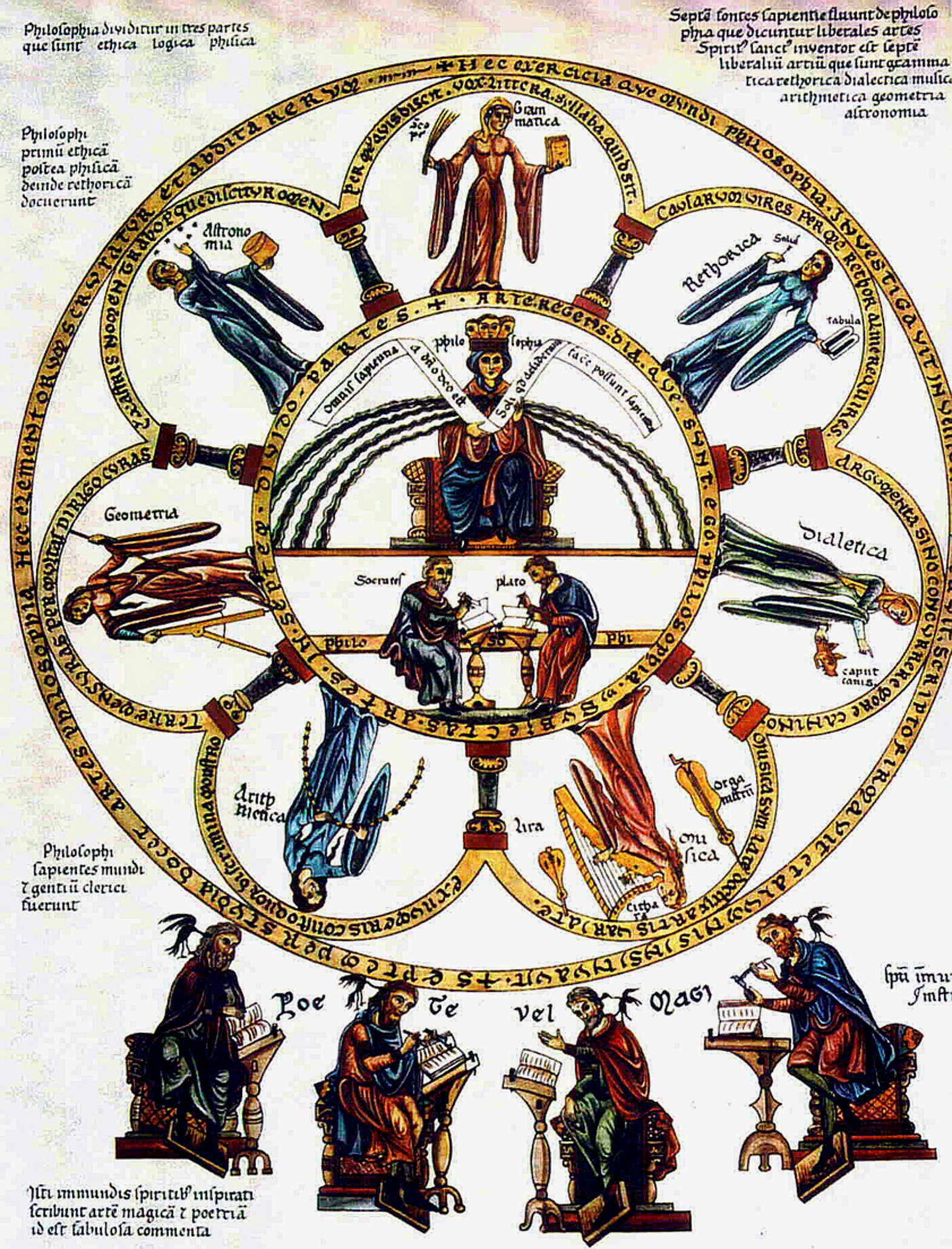
Septem artes liberales aus „Hortus Deliciarum“ der Herrad von Landsberg (um 1180)

Gram loquitur, Dia vera docet, Rhe verba colorat,
Mus canit, Ar numerat, Geo ponderat, As docet astra.
„Die Grammatik redet, die Dialektik lehrt das Wahre, die Rhetorik färbt die Worte,
die Musik singt, die Arithmetik zählt, die Geometrie misst, die Astronomie lehrt die Gestirne.“ – Merkvers (Hexameter) für die Septem artes liberales, die Sieben Freien Künste der Scholastik.
Im ersten Hexameter sind die Künste des Triviums aufgeführt, im zweiten die des Quadriviums. Um das Hexameter-Metrum einzuhalten, sind die Künste abgekürzt angegeben:
Gram: Grammatik, Dia: Dialektik, Rhe: Rhetorik, Mus: Musik, Ar: Arithmetik, Geo: Geometrie, As: Astronomie
Der Beginn des zweiten Verses ist abweichend auch als Mu canit überliefert. Da das u wegen der indirekten Ableitung von den Musen (altgriechisch Μοῦσαι Mo᷍usai) naturlang ist (zur Markierung auch als ū geschrieben), ändert das nichts am Metrum.
Grammatici certant et adhuc sub iudice lis est.
„Die Grammatiker streiten und noch ist der Streit vor dem Richter.“ – Die Angelegenheit ist noch nicht entschieden. (Ein Hexameter des Horaz)
Verkürzt wird auch zitiert „Grammatici certant“ und gemeint ist damit „Darüber sind die Gelehrten noch nicht einig.“

## Gratia/Gratiam/Gratis
Gratia gratiam parit.
„Gunst erzeugt Gunst.“
Gratia supponit naturam.
„Die Gnade setzt die Natur voraus.“ – Dieser Gedanke von Bonaventura besagt, dass dem Menschen das Streben nach Gott innewohnt. Sein Zeitgenosse Thomas von Aquin entwickelte diesen Gedankengang dann weiter.
Gratiam maximam habere
„Dank wissen.“ – Dankbar sein.
Gratis
umsonst, ohne Bezahlung, gratis
Abgeleitet von gratīīs – „für bloßen Dank“ (im Lateinischen Ablativ Plural: „für Danksagungen“; zu gratia).

## Grosso
Grosso modo
„Mit grobem Maß“: Ungefähr, mehr oder weniger.

## Gutta/Guttam
Gutta cavat lapidem, consumitur anulus usu.
„Der Tropfen höhlt den Stein, ein Ring wird durch den Gebrauch verzehrt.“ – Ovid, Epistulae ex Ponto (4,10,5).
Gutta cavat lapidem, non vi, sed saepe cadendo.
„Der Tropfen höhlt den Stein, nicht durch seine Kraft, sondern durch sein häufiges Fallen.“ Verkürzt zu „Steter Tropfen höhlt den Stein“.
Gutta fortunae prae dolio sapientiae.
„Ein Tropfen Glück geht über ein Fass Weisheit.“
Guttam alicui aspergere
„Jemandem die Kehle mit einem Tropfen bespritzen“ – Jemandem eine Winzigkeit abgeben.
Erasmus von Rotterdam führt in seiner Sprichwortesammlung Adagia diesen Spruch auf eine Rede Ciceros zurück. Falls diese Redewendung nicht ohnehin bereits Sprichwortcharakter hatte, dann prägte sie sich jedenfalls als ein bissiges Bonmot ein, mit dem Cicero den Versuch, einen Richter zu bestechen, beschreibt.